# Hymne Neuchâtelois
"Hymne Neuchâtelois" ossia "Inno Neocastellese" è l'inno della Repubblica e Cantone Neuchâtel, in Svizzera. Il testo fu scritto da Henri Warnery mentre il brano fu composto da Charles North.

## Testo
Nous sommes les enfants heureux

de la meilleure des patries;
 
nous aimons ses coteaux ombreux,
 
son doux lac, ses combes fleuries,
 
et la paisible majesté
 
de ses grandes joux séculaires,
 
et le Soleil qui les éclaire,
 
le Soleil de la liberté!

Là-haut, sur l'Alpe aux blancs sommets,
 
aux jours anciens de notre histoire,
 
nos aïeux déjà l'acclamaient
 
quand il s'est levé dans sa gloire,
 
vers d'autres destins emportés,
 
poursuivant ce rêve d'aurore,
 
leurs yeux au loin cherchaient encore
 
le Soleil de la liberté!

Mais voici qu'au son des tambours
 
descend la jeune République;
 
Neuchâtel sur ses vieilles tours
 
fait flotter la croix helvétique.
 
Béni soit Dieu dans sa bonté,
 
et les hommes au fier courage
 
qui préparèrent sous l'outrage
 
le Soleil de la liberté!

Ils furent les bons travailleurs
 
qui pour les autres ensemencent;
 
nous aussi, dans des jours meilleurs,
 
répandons le grain d'espérance,
 
afin qu'au souffle des étés,
 
la moisson du peuple grandisse
 
moisson d'amour et de justice
 
au Soleil de la liberté!